# Wiktorija Wladimirowna Waljukewitsch
Wiktorija Wladimirowna Waljukewitsch (russisch Виктория Владимировна Валюкевич, engl. Transkription Viktoriya Valyukevich, geborene Gurowa – Гурова – Gurova; * 22. Mai 1982 in Sotschi) ist eine russische Dreispringerin.
Sie gewann die Silbermedaille bei der Universiade 2003 in Daegu, die Goldmedaille bei den Halleneuropameisterschaften 2005 in Madrid und wurde Zehnte bei den Weltmeisterschaften 2005 in Helsinki. Sie nahm auch an den Olympischen Spielen 2004 in Athen und 2008 in Peking teil. Zwar scheiterte sie 2004 an der Qualifikation, jedoch konnte sie sich vier Jahre später den Einzug in die Finalrunde sichern, wo sie den siebten Rang belegte. Bei den Olympischen Spielen in London kam sie 2012 auf Platz acht.
2017 wurde sie wegen Dopings für zwei Jahre gesperrt.
Mit ihrem Ehemann, dem slowakischen Dreispringer Dmitrij Vaľukevič, hat sie einen Sohn.

## Persönliche Bestleistungen
- Weitsprung: 6,72 m, 27. Mai 2007, Sotschi
  - Halle: 6,44 m, 24. Januar 2007, Moskau
- Dreisprung: 14,85 m, 19. Juli 2008, Kasan
  - Halle: 14,74 m, 6. März 2005, Madrid